# Nikola Pašić
Nikola P. Pašić, Никола П. Пашић, född 18 december 1845 i Zaječar, Furstendömet Serbien, död 10 december 1926 i Belgrad, Serbien, Kungariket Jugoslavien, var en serbisk politiker och diplomat.

## Biografi
Pašić var son till en köpman och utbildade sig till ingenjör i Belgrad och Zürich, där han bland annat påverkades av Michail Bakunins läror. Efter deltagande i kriget mot Turkiet 1876-78 ägnade sig Pašić huvudsakligen åt politisk verksamhet, blev deputerad 1878 och grundade 1881 det russofila och nationalistiska radikala partiet, vars ledare han förblev fram till sin död. Genom sin ryssvänlighet kom Pašić i skarp motsatsställning till den med Österrike samverkande kung Milan I av dynastin Obrenović. Efter deltagande i ett uppror 1883 blev Pašić dömd till döden och måste fly landet. Amnestin 1886 gav honom möjlighet att återvända, och 1891-92 var Pašić första gången ministerpresident. 1893-94 var han sitt lands minister i Sankt Petersburg, och var därefter en tid borgmästare i Belgrad. Misstänkt för delaktighet i ett nytt uppror, blev Pašić 1899 dömd till straffarbete, men benådades efter ryska påtryckningar. Sedan den ryssvänliga dynastin Karađorđević 1903 bestigit tronen, blev Pašić inom kort sitt lands ledande statsman. Peter I utnämnde honom 1904 till utrikesminister och 1906 till konseljpresident. Under de följande 20 åren till sin död var Pašić mer än 15 år konseljpresident, och hans namn var under denna tid oskiljaktigt förbundet med Serbiens, senare Jugoslaviens historia. Hans politik var ända fram till ryska revolutionen starkt ryssvänlig och antiösterrikisk samt leddes alltid av den storserbiska tanken som huvudprincip. Pašićs parti, det "radikala", utvecklade sig under tiden till ett nationalistiskt och centralistiskt högerparti. Historiskt märkliga är Pašićs insatser för Balkanförbundets bildande, i Balkankrigen 1912-13, vid Londonkonferensen 1913 samt under första världskriget och som Serbiens förste delegat vid fredskonferensen i Paris 1919. Pašić visade under alla de politiska skiftningarna en stark fasthet även i motgången och samtidigt en obönhörlig hårdhet mot sina politiska motståndare. Som konseljpresident genomdrev han 1921 den fram till 1929 gällande centralistiskt-parlamentariska författningen för Jugoslavien. Pašić förblev därefter med ett kortare avbrott konseljpresident fram till några få månader före sin död.

## Utmärkelser
- Kommendör med stora korset av Vasaorden, 1908.[6]